# Dope Girls – Syndens tid
Dope Girls – Syndens tid (engelska: Dope Girls) är en brittisk historisk kriminaldramaserie vars första säsong har premiär på BBC under 2025. Första säsongen består av sex avsnitt, och är baserad på Marek Kohns bok med samma namn.

## Handling
Serien utspelar sig i Soho efter första världskrigets slut och kretsar kring den växande olagliga underjordiska klubbscenen, och kvinnors frigörelse.

## Rollista (i urval)
- Julianne Nicholson – Kate Galloway
- Eliza Scanlen – Violet Davies
- Umi Myers – Billie Cassidy
- Eilidh Fisher – Evie Galloway
- Sebastian Croft – Silvio Salucci
- Geraldine James – Isabella Salucci
- Rory Fleck Byrne – Luca Salucci